# عباس كامل (عسكري)
اللواء عباس كامل، قائد عسكري وسياسي مصري، يشغل حالياً منصب مستشار رئيس الجمهورية منسقاً عاماً للأجهزة الأمنية والمبعوث الخاص لرئيس الجمهورية وشغل سابقاً رئيس المخابرات العامة المصرية، وشغل سابقاً منصب مدير مكتب الرئيس عبد الفتاح السيسي، وذلك منذ عمله في المخابرات الحربية مروراً بمنصبه في وزارة الدفاع وحتى توليه رئاسة الجمهورية. كُلف في 18 يناير 2018 بتسيير أعمال المخابرات العامة المصرية، وأدى في 28 يونيو 2018 اليمين الدستورية رئيساً لها.

## التأهيل العلمي والعسكري
- تخرج في الكلية الحربية عام 1978 ضابطاً بسلاح المدرعات.[6]
- حصل على دورة المدرعات المتقدمة من الولايات المتحدة الأمريكية.[6]
- حصل على التأهيل العلمي اللازم من دورات وفرق حتمية ودورات كبار القادة بالقوات المسلحة.[6]
- حصل على دورة إستراتيجية عمل الملحقين العسكريين من معهد جنيف للسياسات الأمنية.[6]

## حياته المهنية
- عُين مساعداً لملحق الدفاع المصري بجمهورية التشيك.[6]
- تدرج في المناصب بإدارة المخابرات الحربية والاستطلاع بفرع الملحقين الحربيين، حتى تولى رئاسة الفرع.[6]
- شغل منصب مدير مكتب القائد العام للقوات المسلحة عبد الفتاح السيسي عام 2012.[6]
- شغل منصب مدير مكتب رئيس الجمهورية عبد الفتاح السيسي في عام 2014.[6]
- عين قائماً بأعمال رئيس جهاز المخابرات العامة بجانب عمله في يناير 2018.[6]
- عين رئيساً لجهاز المخابرات العامة في يونيو 2018.[6]

## تسريبات
بعد انقلاب 2013 في مصر، نشرت وسائل إعلام مصرية معارضة، أبرزها قناة مكملين، تسريبات صوتية منسوبة لعباس كامل الذي كان يشغل آنذاك منصب مدير مكتب وزير الدفاع آنذاك عبد الفتاح السيسي، أكد بعض المحللين أن هذه التسريبات بعد فحصها أنها منسوبة لعباس كامل لكن وسائل إعلام كبرى مثل «سي إن إن» و«بي بي سي» قالت إنها لم تستطع التأكد من صحة هذه التسجيلات المسربة. بينما ورد في صحيفة نيويورك تايمز بتقرير لها في مايو 2015، أن شركة متخصصة أثبتت صحة صوت السيسي وبعض من معاونيه في التسريبات الصوتية التي انتشرت مؤخرًا وأكدت الصحيفة استحالة فبركتها.
وحسب صحيفة العربي الجديد، إن مدة تسريب الذي نُشر في 1 مارس 2015 تقترب من 70 دقيقة كاملة، وإنها لمدير مكتب السيسي، اللواء عباس كامل.

## الأوسمة والأنواط والميداليات
- ميدالية الخدمة الطويلة.[6]
- وسام الجمهورية من الطبقة الثانية.[6]
- وسام قائد من دولة البرازيل.[6]